# Stade Camille Fournier
Het Stade Camille Fournier is een multifunctioneel stadion in Évian-les-Bains, een stad in Frankrijk. In het stadion is plaats voor 2.500 toeschouwers. Het stadion werd geopend in 1964. In 2016 werd dit stadion gebruikt door het Duits voetbalelftal als trainingsstadion voor het Europees kampioenschap voetbal 2016.

## Interland
| Voetbalinterland | Voetbalinterland | Voetbalinterland   | Voetbalinterland | Voetbalinterland  | Voetbalinterland |
| №                | Datum            | Wedstrijd          | Uitslag          | Competitie        | Toeschouwers     |
| ---------------- | ---------------- | ------------------ | ---------------- | ----------------- | ---------------- |
| 1                | 3 juni 2018      | Albanië – Oekraïne | 1–4              | Vriendschappelijk | 600              |